# Carnavas
Carnavas é o álbum de estreia da banda de rock alternativo norte-americana, Silversun Pickups. Foi lançado no dia 25 de julho de 2006.
| Críticas profissionais                                                      | Críticas profissionais |
| Avaliações da crítica                                                       | Avaliações da crítica  |
| Fonte                                                                       | Avaliação              |
| --------------------------------------------------------------------------- | ---------------------- |
| allmusic                                                                    | [ 1 ]                  |
| Music Emissions                                                             | [ 2 ]                  |
| IGN                                                                         | [ 3 ]                  |
| Rocklouder                                                                  | [ 4 ]                  |
| Rolling Stone                                                               | [ 5 ]                  |
| Pitchfork Media                                                             | [ 6 ]                  |
| Esta tabela precisa de ser acompanhada por texto em prosa. Consulte o guia. |                        |

## Faixas
| N.º | Título                                                 | Duração |  |
| 1.  | "Melatonin"                                            | 4:04    |  |
| 2.  | "Well Thought Out Twinkles"                            | 4:02    |  |
| 3.  | "Checkered Floor"                                      | 4:51    |  |
| 4.  | "Little Lover's So Polite"                             | 4:58    |  |
| 5.  | "Future Foe Scenarios"                                 | 5:20    |  |
| 6.  | "Waste It On"                                          | 4:13    |  |
| 7.  | "Lazy Eye"                                             | 5:54    |  |
| 8.  | "Rusted Wheel"                                         | 6:00    |  |
| 9.  | "Dream at Tempo 119"                                   | 4:51    |  |
| 10. | "Three Seed"                                           | 5:40    |  |
| 11. | "Common Reactor"                                       | 6:01    |  |
| 12. | "Mercury" (Faixa Bônus no Vinil lançado no Japão)      | 5:38    |  |
| 13. | "Table Scraps" (Faixa Bônus no Vinil lançado no Japão) | 6:18    |  |